# Каждан Олександр Петрович
Каждан Олександр Петрович (нар. 1922 року в Москві — пом. 1997-го у Вашингтоні) — історик-візантиніст. Закінчив історичний факультет (1942) Башкирського державного педагогічного інституту та аспірантуру (науковий керівник — Є. Космінський) Московського університету. 1946 року захистив кандидатську дисертацію на тему: «Аграрні відносини у Візантії в 13—14 ст.». Викладав у вузах міст Іваново та Тула (обидва міста в РФ). Від кінця 1950-х рр. працював у секторі візантинознавства Інституту історії АН СРСР. У 1960 році видав монографію «Село і місто у Візантії 9—10 ст. (Нариси з історії візантійського феодалізму)», а 1961-му на її основі захистив докторську дисертацію. У співавторстві з Г. Літавріним написав книгу «Нариси історії Візантії і південних слов'ян», що вийшла кількома виданнями. Досконале володіння джерелами та науковою методологією дало йому змогу відтворити широку панораму життя візантійського суспільства. В 1960-х рр. підготував низку праць з історії Візантії, середньовічного Заходу та історії християнства, в яких окреслив цілісну картину візантійської цивілізації. Його робота «Візантійська культура (10—12 ст.)» стала взірцем культорологічного синтезу.
1978 року емігрував до США. Працював у Вашингтоні у візантинознавчому центрі «Дамбартон Оукс» при Гарвардському університеті. Предметно займався агіографією, опублікував серію статей «Агіографічні замітки». Продовжував вивчати «Історію» Никити Хоніата. Створив фундаментальний 3-томний «Оксфордський словник із візантинознавства» (1991). Його останньою роботою була «Історія візантійської літератури», що вийшла у світ посмертно, 1999 року, в Греції (у 2002-му перевидана в Санкт-Петербурзі). Загалом опублікував понад 2800 наукових праць.

## Твори
- Аграрные отношения в Византии XIII–XIV вв. М., 1952;
- Псамафийская хроника. В кн.: Две византийские хроники X века. М., 1959;
- Деревня и город в Византии IX–X вв.: (Очерки по истории византийского феодализма). М., 1960;
- Византийская культура (X–XI вв.). М., 1968; Книга и писатель в Византии. М., 1973;
- Социальный состав господствующего класса в Византии XI–XII вв. М., 1974;
- The Oxford dictionary of Byzantium, vol. 1–3. New York — Oxford, 1991;
- Два дня из жизни Константинополя. СПб., 2002;
- История византийской литературы (650—850 гг.). СПб., 2002.